# Mercy Otis Warren
Mercy Otis Warren (Barnstable, Massachusetts, 14 de setembre de 1728 - Plymouth, Massachusetts, 19 d'octubre de 1814) va ser una historiadora, dramaturga i poeta nord-americana.
Mercy Otis no va rebre formació formal, però sí educació del seu oncle, el reverend Jonathan Russell. El 1754 es va casar amb James Warren, un comerciant i granger de Massachusetts (1766-78), amb qui va tenir cinc fills. A causa de les associacions polítiques del seu marit, Warren coneixia personalment la majoria dels líders de la revolució i es trobava contínuament al centre dels esdeveniments durant més de dues dècades, des de la crisi de la Llei de segells de 1765 fins a la creació de la república federal (1789). Després que el seu germà James fos brutalment colpejat pels oficials d'ingressos colonials el 1769, Warren es va acostar cada vegada més a l'activisme polític i va acollir reunions de protesta a casa seva.
Mercy Otis es va convertir en una poeta i historiadora de l'era revolucionària i propagandista de la Revolució americana. Alguns historiadors fins i tot l'anomenen "la primera dama de la revolució". Va començar escrivint un trio de drames polèmics en vers que van ser publicats en sèrie en un periòdic de Boston, però també va escriure en altres publicacions. Així, va escriure diverses obres antibritàniques i antiloyalistes entre 1772 i 1775. Durant els anys anteriors a la Revolució americana, Warren va publicar poemes i obres dramàtiques que atacaven l'autoritat reial a Massachusetts i van instar els colons a resistir les infraccions britàniques sobre drets i llibertats colonials. Estava casada amb James Warren, que també era molt actiu en el moviment independentista. Durant el debat sobre la Constitució dels Estats Units el 1788, va publicar un fulletó, Observacions sobre la nova Constitució i sobre les convencions federals i estatals escrit sota el pseudònim "Un patriòtic colombià", que es va oposar a la ratificació del document i va advocar per la inclusió d'una carta de drets. Es va pensar que les observacions eren el treball d'altres escriptors, sobretot d'Elbridge Gerry. No va ser fins que el seu descendent, Charles Warren, va trobar una referència a ella en una carta de 1787 a l'historiador britànic, Catharine Macaulay, que Warren es va convertir en una autoritat acreditada. El 1790, va publicar una col·lecció de poemes i obres sota el seu nom, una aparició molt inusual per a una dona en aquella època.
El 1805, després de molts anys de recerca i escriptura, va aparèixer la seva obra de tres volums History of the Rise, Progress and Termination of the American Revolution. L'obra recull observacions informatives destacades sobre els esdeveniments, els líders i les campanyes del període, i és l'única història a escala completa de la Revolució americana escrita per una dona de l'època.